# 京都府道130号花園停車場御室線
京都府道130号花園停車場御室線（きょうとふどう130ごう はなぞのていしゃじょうおむろせん）は、京都府京都市右京区を通る一般府道である。

## 概要
京都市右京区花園寺ノ内町から京都市右京区御室大内に至る。横から眺めると涅槃像の姿に見える双ヶ丘の東側を南北に走る府道である。

### 路線データ
- 起点：京都市右京区花園寺ノ内町（花園駅前交差点、京都市道187号鹿ヶ谷嵐山線上）
- 終点：京都市右京区御室大内（仁和寺前交差点、京都府道101号銀閣寺宇多野線・京都市道183号衣笠宇多野線交点）

## 路線状況

### 重複区間
- 京都市道187号鹿ヶ谷嵐山線（京都市右京区花園寺ノ内町・花園駅前交差点（起点） - 京都市右京区花園扇野町）

## 地理

### 通過する自治体
- 京都市（右京区）

### 交差する道路
| 交差する道路                                                                  | 交差する場所 | 交差する場所          |
| ----------------------------------------------------------------------------- | ------------ | --------------------- |
| 京都市道187号鹿ヶ谷嵐山線 / 丸太町通 重複区間起点                             | 花園寺ノ内町 | 花園駅前交差点 / 起点 |
| 京都市道187号鹿ヶ谷嵐山線 / 丸太町通 重複区間終点                             | 花園扇野町   |                       |
| 京都府道101号銀閣寺宇多野線 / 一条通 京都市道183号衣笠宇多野線 / きぬかけの路 | 御室大内     | 仁和寺前交差点 / 終点 |

### 交差する鉄道
- 京福電気鉄道北野線

### 沿線
- JR西日本山陰本線 花園駅
- 法金剛院
- 双丘保育園
- 五位山古墳
- 藤原璋子花園西陵
- 京都市立双ヶ丘中学校
- 京福電気鉄道北野線 御室仁和寺駅
- 京都市立御室小学校
- 仁和寺（世界遺産）